# Ancelle (Fluss)
Die Ancelle ist ein kleiner Gebirgsfluss im Südosten von Frankreich, der im Département Hautes-Alpes der Region Provence-Alpes-Côte d’Azur nordöstlich der Stadt Gap in der Landschaft Champsaur verläuft.

## Geographie

### Verlauf
Die Ancelle entspringt unter dem Namen Lautaret an der Nordost-Flanke des Piolit (2464 m) im Südosten der namengebenden Gemeinde Ancelle. Der Fluss verläuft zunächst durch ein Hochtal Richtung Norden, schwenkt dann auf West, ändert seinen Namen auf Rouanne und erreicht schließlich den Hauptort von Ancelle. Hier ändert die Ancelle nochmals ihren Namen auf die definitive Bezeichnung, dreht auf Nordwest und mündet nach insgesamt rund 17 Kilometern im Gemeindegebiet von Forest-Saint-Julien, knapp an der Grenze zur Nachbargemeinde Chabottes, als linker Nebenfluss in den Drac.

### Orte am Fluss
(Reihenfolge in Fließrichtung)
- Rouanne Haute, Gemeinde Ancelle
- Ancelle
- La Basse Plaine, Gemeinde Chabottes
- Manse, Gemeinde Forest-Saint-Julien